# Syndiclis anlungensis
Syndiclis anlungensis är en lagerväxtart som beskrevs av Hsi Wen Li. Syndiclis anlungensis ingår i släktet Syndiclis och familjen lagerväxter. Inga underarter finns listade i Catalogue of Life.